# Epiphyllum hookeri subsp. columbiense
Az Epiphyllum hookeri subsp. columbiense egy epifita kaktusz, melyet sokáig önállóan kezeltek Epiphyllum columbiense néven, azonban a legújabb rendszerek (Bauer 2003 és Hunt et al. 2006) szerint csupán az Epiphyllum hookeri alfaja.

## Elterjedése és élőhelye
Costa Rica, Panama, Venezuela, Kolumbia, Ecuador. A tengerszinttől 700 m tszf. magasságig.

## Jellemzői
Gazdagon elágazó epifita, hajtásai 1–2 m hosszúak, lecsüngőek, elsődleges hajtásai 10–30 mm átmérőjűek, hengeresek, a másodlagos hajtások szélesek és lapítottak, 70–100 mm hosszúak, 15–45 mm szélesek, az élek karéjosak. Areolái 20–40 mm távolságban fejlődnek. Virágai lecsüngőek, 70–100 mm hosszúak, fehérek, 35–55 mm szélesek, a tölcsér karcsú. Termése ellipszoid, 20×40 mm nagyságú vörös bogyó.